# 인도의 동물 복지와 권리
인도의 동물 복지와 권리는 인도의 비인간 동물에 대한 대우와 관련 법률을 다룬다. 이는 동물 보호와는 다른 의미이다.
인도는 비폭력과 동물에 대한 연민을 옹호하는 여러 종교 전통을 보유하고 있으며, 1960년 이후로 여러 동물 복지 개혁안을 통과시켰다. 인도는 동물성 제품을 생산하는 나라중 세계최고라고 할 수있다.

## 역사

### 고대 인도
힌두교의 첫 번째 경전인 베다(기원전 2천년 정도에 시작)는 모든 생명체에 대한 아힘사(ahimsa) 또는 비폭력을 가르친다. 힌두교에서는 동물을 죽이는 것을 아힘사를 어긴 것으로 간주한다. 힌두교에서 동물을 죽이는 행위는 나쁜 카르마를 일으킨다고 믿기 때문에 많은 힌두교도가 채식주의를 실천한다. 힌두교의 가르침은 채식주의를 요구하는 것이 아니라서 아주 가끔 특별한 종교 의식에서는 동물을 제물로 바치기도 한다. (동물의 희생을 허용하기도 한다.)

자이나교는 기원전 7~5세기에 인도에서 창시되었으며 아힘사가 핵심 가르침이다. 자이나교는 모든 생명의 신성함을 믿기 때문에 자이나교도들은 엄격한 채식주의를 실천하며 많은 사람들이 곤충에게 해를 끼치지 않기 위해 많은 노력을 기울인다.
불교는 인도에서 출현한 세 번째 주요 종교이며, 그 가르침에는 아힘사도 포함된다. 불교는 채식주의를 가르치고(자이나교만큼 엄격하지는 않는다.) 많은 불교도들은 도축될 동물을 사서 야생으로 풀어주는 생명 해방을 실천한다.  힌두교, 자이나교, 불교의 영향에도 불구하고 고대 인도에서는 여전히 육식이 흔했다.
기원전 262년, 마우리아 왕조의 아소카 왕은 인도의 종교를 불교로 개종했다. 그는 통치 기간 동안 모든 존재에 대한 연민이라는 불교의 가르침을 바탕으로 칙령을 발표했다. 이 칙령에는 동물에 대한 의료 치료 제공, 동물 희생 금지 , 수탉 거세 , 여러 종의 동물 사냥 금지가 포함되었다.

### 영국령 인도

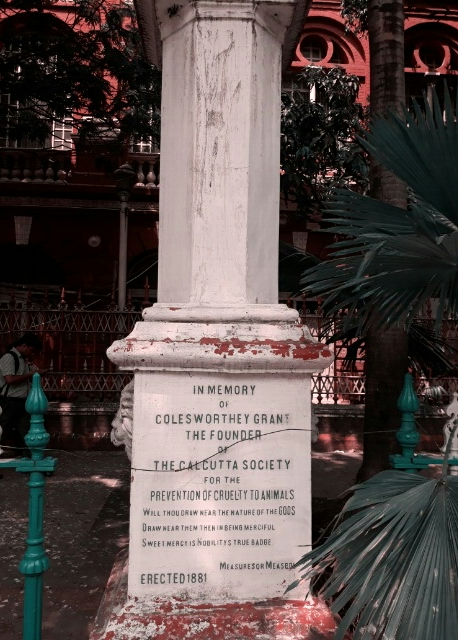
Colesworthey piller

영국이 식민지에 새로운 약물을 도입하기 시작한 1860년대에 처음으로 인도에서 동물 실험이 시작되었다. 인도의 길 잃은 동물과 짐을 싣는 동물의 고통에 감동한 Colesworthey Grant는 1861년 캘커타에서 최초의 인도 동물 학대 방지 협회(SPCA)를 설립했다. 인도 SPCA는 1860년대에 반(反)잔혹 행위 법안을 위해 정치인과 정부를 설득 활동을 성곡적으로 했으며, 이 법안은 1890~91년에 인도 전역으로 확대되었다. 이를 기념하기 위해 작가이자 동물 보호 운동가였던 Colesworthey Grant의 빌딩 바로 앞에 그를 기념하는 오벨리스크가 세워졌다.
영국에서 반생체해부 운동이 성장하는 동안 인도에서는 이 운동이 성행하지 못했다. 1876년 영국에서는 동물 실험을 규제하는 법이 생겼는데, 그 법을 인도 식민지에 적용하자는 제안에, 인도 주재 영국 관리들과 (영국이 주도하는)동물보호협회는 이에 반대했다.
소 보호 운동은 1800년대 후반 인도 북부에서 일어났다. SPCA는 식민지 주민이 이끌었고 기독교와 관련이 있는 반면, 소 보호 운동은 토착 힌두교도의 운동이었다. 소 보호론자들은 소 도살에 반대했고 소를 위한 보호소를 제공했다. 그러나 소 보호 운동은 일반적인 동물 복지운동이 아닌 "힌두 민족주의"의 표현이었다. 소 보호론자들은 대부분 동물 실험에 반대하지 않았고(종종 지지했고) 1890년대 후반 인도에서 설립된 반생체실험주의 단체는 관심 부족으로 인해 사라졌다. 동물의 해부와 학대 및 살처분에 반대하는 영국 조직인 Humanitarian League의 인도 지부는 해부를 무시하면서 채식주의와 소 보호에 초점을 맞추었다.
마하트마 간디는 채식주의자이자 채식주의 옹호자였다. 1931년, 간디는 런던 채식주의 협회에서 채식주의의 도덕적 기초 라는 제목으로 강연했는데, 여기서 그는 건강과 관련된 것이 아니라 윤리적인 이유로 고기와 유제품을 금해야 한다고 주장했다.

### 독립 이후 인도
인도 최초의 국가 동물복지법인 동물 학대 방지법(1960)은 동물 학대를 범죄로 규정했지만 식품 및 과학 실험에 사용되는 동물에 대한 대우는 예외로 한다. 동물 학대 방지법(1960)은 또한 인도 동물 복지 위원회를 설립하여 반잔혹 행위 조항이 시행되도록 보장하고 동물 복지의 대의를 증진했다.
이후의 법률에서는 留獸동물의 사용, 공연동물의 사용, 동물 수송, 동물 도살 및 동물 실험에 대한 규제와 제한을 두었다.
동물의 번식 및 실험(통제 및 감독) 규칙(1998)은 연구를 위한 동물의 번식 및 사용에 대한 일반 요건을 설정한다. 2006년 개정안은 실험자가 먼저 "계통 발생학적 척도에서 가장 낮은" 동물을 사용하고, 95% 통계적 신뢰도를 위한 최소한의 동물 수를 사용하고, 비동물 대체물을 사용하지 않는 것을 정당화해야 한다고 명시한다. 2013년 개정안은 의학 교육에서 생체 동물 실험을 사용하는 것을 금지한다. 2014년 인도는 아시아 최초로 화장품에 대한 모든 동물 실험과 동물 실험을 거친 화장품의 수입을 금지했다.
2013년 인도에서는 포로 돌고래를 대중의 오락에 사용하는 것을 불법으로 만들었다.
인도는 세계 동물 보호 협회의 동물 보호 지수에서 A, B, C, D, E, F, G 등급 중 C 등급을 받았다.
현재 인도에는 여러 동물 복지 단체가 활동하고 있다.

## 식품으로 사용되는 동물

### 법률 제정
1960년에 제정된 ‘동물학대방지법’은 인도에서 동물 보호에 대한 법적 기반을 마련한 법이다. 제11조에서는 ‘누구든지 동물에게 불필요한 고통이나 괴로움을 주거나, 동물의 주인이 그런 행동을 허락하는 방식으로 동물을 다루는 것은 불법’이라고 명시하고 있으며, 이를 위반하면 벌금 또는 징역형에 처해질 수 있다. 하지만 교도통신 보도에 따르면, 실제 최대 처벌은 약 70센트(미화 기준)의 벌금이나 최대 3개월 징역, 또는 그 둘 모두에 불과해, 이 정도 처벌로는 동물 학대를 막기 어렵다는 비판이 제기되고 있다. 이 법은 또한 ‘불필요한 고통이나 괴로움을 수반하지 않는 한, 식용 목적으로 동물을 도살하기 위한 준비는 처벌 대상이 아니다’라고 명시하고 있다. 게다가 제28조는 ‘이 법은 어떤 공동체의 종교적 관습에 따라 동물을 도살하는 행위를 처벌하지 않는다’고 규정하고 있어, 기절시키지 않고 진행되는 의식적 도살이 법적으로 허용될 수 있는 여지를 남긴다. 하지만 도축장에서는 보다 엄격한 규정이 적용된다. ‘동물학대방지(도축장) 규칙, 2001’의 제6조는 도살 전 동물을 기절시키는 것이 의무라고 규정하고 있으며, 제3조에서는 도살은 반드시 인정되거나 허가받은 도축장에서만 가능하다고 명시하고 있다. 또한 ‘식품 안전 및 기준 규정(식품 사업 허가 및 등록), 2011’에서는 도축 과정에서 동물 복지를 보장하기 위한 더욱 구체적인 기준을 제시하고 있다.
이 규정에 따르면:
- 도축 전 반드시 동물을 기절시킨 뒤 방혈(피를 빼는 과정)을 통해 도살해야 하며,[18]

- 기절 방식은 질식, 기계적 뇌진탕(총격 또는 포로 볼트 권총), 전기 마취의 세 가지 방법 중 하나를 사용해야 한다.

- 또한, 도살은 다른 동물의 시야에서 벗어난 공간에서 이뤄져야 하며, 관련 장비는 적절해야 하고, 작업자는 충분한 교육을 받고 동물 복지에 긍정적인 태도를 가져야 한다.[18]

하지만 이 규정은 종교적 또는 의례적인 도살에 대한 예외나 면제는 명시하지 않고 있다.
한편, 인도에서는 송아지를 ‘송아지용 우리’에, 돼지를 ‘임신용 철장’에, 암탉을 ‘배터리 케이지’에 가두는 것이 법적으로 허용되어 있으며, 마취 없이 농장 동물의 신체 일부를 절단하거나 제거하는 행위도 합법이다.

### 관행
2012년 타임스 오브 인디아에 따르면, 인도의 대부분의 도축장에서는 도축 전 동물을 의식 불명 상태로 만들기 위해 70볼트의 전기 마취를 사용하고 있다. 하지만 기절 없이 진행되는 의식적 도살에 대해서는 과학적, 종교적, 그리고 대중의 의견이 여전히 나뉘어 있다. 대표적인 도살 방식으로는 무슬림들이 주로 사용하는 ‘다비하’ 방식과, 힌두교도나 시크교도들이 선호하는 ‘자트카’ 방식의 동물 희생이 있다. 이 두 방식 중 어느 쪽이 동물에게 더 적은 고통과 스트레스를 주며 더 빠르게 죽일 수 있는지에 대해서는 아직 의견이 일치하지 않는다. 또한 인도 내 무슬림 학자들 사이에서도, 동물이 기절된 상태에서 도살되었을 경우 그 고기를 ‘할랄’로 인정할 수 있는지에 대한 해석이 엇갈리고 있다. 일부는 그것이 할랄에 해당한다고 보고, 다른 일부는 할랄이 아니라고 주장한다.
인도 도축 관련 문제 중 하나는 합법적인 도축장이 수요를 충족할 만큼 충분하지 않다는 점이다. 중앙정부나 주정부 모두 법 기준을 충족하는 도축장을 적극적으로 설립하거나 지원하지 못하고 있으며, 불법 도축장을 단속하는 데에도 소극적인 모습을 보이고 있다. 예를 들어, 2020년 2월 기준으로 인구 약 1,000만 명의 우타라칸드 주에는 단 하나의 합법 도축장도 존재하지 않는다. 또한 동물 보호 단체 Animal Equality가 2017년에 마하라슈트라, 델리, 하리아나에 있는 5개의 양계장과 3개의 시장을 조사한 결과, 어디에서도 닭을 도살하기 전에 기절시키는 절차가 이뤄지지 않고 있었으며, 대부분의 경우 닭은 목이 베인 채 배수구로 버려졌고, 죽는 데까지 몇 분이 걸렸다고 보고되었다.
인도에서는 개고기 소비가 불법이지만, 일부 북동부 지역, 특히 미조람, 나갈랜드, 마니푸르주에서는 여전히 개고기 거래가 이뤄지고 있다. 일부 주민들은 개고기가 영양가가 높고 약효가 있다고 믿기 때문이다. 이에 대해 인도의 동물 보호 단체와 시민들은 나갈랜드에서 개고기 거래를 중단시키기 위한 캠페인을 전개하고 있다. 보고에 따르면, 나갈랜드에서는 매년 30,000마리 이상의 유기견 또는 도난당한 개들이 곤봉으로 맞아 죽고 있다.

### 가축

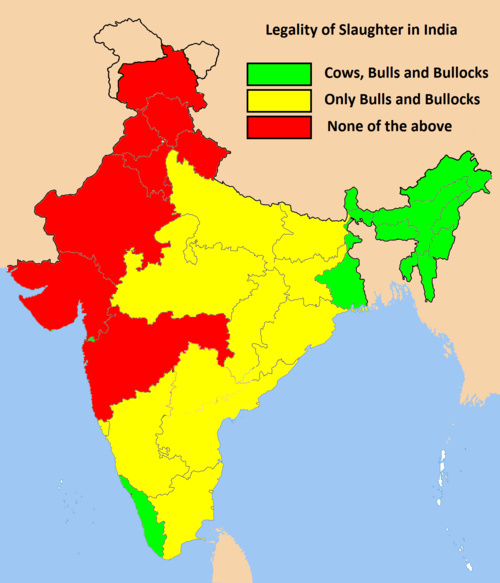
인도 각 주의 소 도축 법률

참조: 인도의 소 도살, 소 보호 운동, 그리고 인도 내 소 자경단 폭력
인도에서 동물 복지와 권리에 대한 논의는 주로 '소의 대우'에 초점을 맞춰져 왔다. 그 이유는, 인구의 대다수를 차지하는 힌두교도(79.8%)뿐만 아니라 시크교도(1.7%), 불교도(0.7%), 자이나교도(0.4%) 등 많은 인도 종교 신자들이 소를 신성한 존재로 여긴다고 믿기 때문이다. 하지만 이슬람교도(14.2%), 기독교도(2.3%) 등 아브라함 계통 종교의 신자들이나, 비종교인(0.3%)들은 일반적으로 소를 '신성한 동물'로 보지 않는다. 더 나아가, 같은 인도 종교 신자들 사이에서도 소에게 어느 정도 보호와 보살핌이 주어져야 하는지를 두고 의견 차이가 존재한다. 인도 독립 이후, 주마다 소 도축에 대한 법적 입장이 달라졌다.
예를 들어:
- 파키스탄과 국경을 맞대거나 가까운 지역의 많은 주들은 소, 수소, 거세소 도축을 전면 금지했다.

- 북부, 중부, 남부 대부분의 주들은 수소와 거세소만 도축 금지 대상으로 삼았다.

- 반면, 케랄라, 서벵골, 그리고 북동부 지역 일부 주들은 소 도축에 대한 별다른 법적 제한을 두지 않고 있다.[29]

사실 이런 논의는 19세기까지 거슬러 올라간다. 그때부터 소 도축 금지는 힌두 민족주의 정치 의제의 일환으로 사용되었으며, 소 보호는 힌두교도와 무슬림을 구분 짓는 상징적 수단이 되기도 했다.

### 판매 및 소비
참조: 채식주의와 종교 , 힌두교의 식단 , 불교 채식주의
인도는 국가에서 소를 도살하고 먹는 것에 대한 제한이 있음에도 불구하고 2012년에 세계 최대의 쇠고기 수출국이 되었다.  2012년 FAO 보고서에 따르면 인도는 또한 세계에서 가장 많은 젖소(4,360만 마리)를 보유하고 있으며 두 번째로 큰 우유 생산국(연간 5,030만 톤)이었다. 2011년에 인도는 계란 생산에서 세 번째로 큰 국가(중국과 미국에 이어)였고 닭고기 생산에서 여섯 번째로 큰 국가였다. 인도는 중국에 이어 세계에서 두 번째로 큰 어류 생산국이며 이 산업은 상당한 성장 가능성을 가지고 있다. 인도는 세계에서 가장 높은 채식주의율을 보이고 있음에도 불구하고 인도의 유제품, 계란, 육류(특히 닭고기) 소비량은 2013년 현재 빠르게 증가하고 있다.

## 의류에 사용되는 동물

### 털
2012년에 인도 소비자들은 약 86억 루피(약 1억 2,900만 달러) 상당의 모피 제품을 구매했다. 이 수치는 2018년까지 130억 루피(약 1억 9,500만 달러)로 증가할 것으로 예상된다. 이러한 제품의 대부분은 국내 생산자에 의해 공급된다. 동물 복지에 대한 우려가 커지면서 인도는 2017년에 친칠라, 밍크, 여우, 파충류를 포함한 특정 동물 모피와 가죽의 수입을 금지했다.

### 가죽
인도의 두 주를 제외한 모든 주에서 소 도살이 불법이지만 소 보호법이 제대로 집행되지 않아 가죽 산업이 번창하고 있다. 2014년 인도 가죽 산업 보고서에 따르면 인도는 가죽 및 가죽 제품의 9위 수출국이며 신발 및 가죽 의류의 2위 생산국으로 상당한 성장 가능성이 있다. 인도 정부는 100% 외국인 직접 투자와 면세 수입을 허용하고 제조 단위에 자금을 지원하고 산업 개발 프로그램을 시행하여 이 산업을 지원한다.

## 과학 연구 및 화장품 테스트에 사용되는 동물
인도의 1960년 반잔혹 행위법은 동물 실험을 규제하기 위해 동물 실험 통제 및 감독 위원회(CPCSEA)를 설립했다. 467개 인도 실험실을 검사하는 동안 CPCSEA가 수집한 증거를 기반으로 Animal Defenders International 과 영국 국립 반생체해부학회가 2003년에 발표한 보고서는 "검사한 시설 대부분에서 동물 관리 수준이 비참한 수준"이라고 밝혔다. 이 보고서는 학대, 방치, 사용 가능한 비동물 방법을 사용하지 않는 사례가 많이 나와있다.

## 종교와 오락에 사용되는 동물
이슬람 축제인 이드 알 아드는 매년 전 세계적으로 동물을 도살하는 행사이다. 최근 PETA는 무슬림들에게 동물 도살을 없애달라고 호소했지만 인도의 이슬람 성직자들은 동물 도살을 대체할 수 있는 방법이 없으며 반드시 그렇게 해야 한다고 주장했다. 2014년 인도 대법원은 주로 타밀나두 주에서 행해지던 전통 투우 스포츠인 잘리카투를 금지했다. 이로 인해 광범위한 논란이 일었고 2017년에는 잘리카투 지지 시위가 일어났다. 이러한 압력에 따라 타밀나두 정부는 주 차원에서 이 스포츠를 다시 도입하는 법률을 채택했다. 그러나 잘리카투는 여전히 논란의 여지가 있어 대법원이 다시 금지할 가능성이 높다.

## 주인 없는 동물들

### 개
참조: 인도에서 길 잃은 개들의 공격 사건
2015년 인도의 길 잃은 개가 3,000만 마리로 추산되면서 벵갈루루와 케랄라와 같은 지역에서 개 물림과 광견병 위협을 다루는 데 있어 갈등이 발생했다. 길 잃은 개가 학교를 다니는 어린이, 노인, 보행자, 아침 산책객 또는 이륜차를 타는 사람을 쫓고, 공격하고, 물어뜯는 사건은 소수의 지역 주민들이 공황 상태에 빠지고 폭력적인 행동을 보이는 결과를 낳았다.인도 동물 복지 위원회의 수석 트레이너인 나레쉬 카디안(Naresh Kadyan)은 2017년에 쇠막대기로 개를 때리거나 산 채로 불태우는 사건이 거의 매달 발생했다고 말했다.
인도에서는 죽은 동물 사체를 먹던 독수리 개체수가 급격히 감소하자, 도시 길거리의 개 개체수가 늘어나 문제가 되었는데, 특히 도시 지역에서 더 심하게 나타나고 있다.

### 가축
주요 기사: 인도에서 주인 없이 떠돌아다니는 소들
2020년 1월에 발표된 가축 조사 데이터에 따르면, 인도에는 500만 마리 이상의 길 잃은 가축이 있다. 주인 없이 거리를 떠도는 가축들은 도시 지역 교통에 골칫거리이다. 특히 플라스틱 오염과 공공 장소에 버려진 쓰레기와 같은 고형 폐기물 오염 문제는 쓰레기를 먹는 길 잃은 가축들에게 위험을 초래한다. 이는 힌두교에서 소를 신성하게 여기는 전통과 관련된 정치적 결정이었다.
도시와 농촌에서 주인 없이 떠도는 소가 사람과 농작물에 가하는 공격은 주민들에게 치명적이다. 2017년 요기 아디티아나트 정부는 집권 후 길 잃은 소를 더 잘 관리하기 위해 가축 보호소를 짓겠다고 약속했다. 같은 해, BJP가 집권한 이후 우타르프라데시를 포함한 인도 18개 주에서 소 도축이 불법화되었다.  그 이후로 소 자경단에 의한 체포, 박해, 사형에 대한 두려움으로 수컷 소의 거래가 줄어, 소를 팔 수 없는 농부들은 소를 버렸고, 그 결과 주인 없이 떠도는 소들은 길을 헤매며 보이는 농작물들을 먹어치웠다.
1. ↑  Madan, T. N. (1989). “Religion in India”. 《Daedalus》 118 (4): 114–146. ISSN 0011-5266.
2. 1 2  E. Szűcs; R. Geers; E. N. Sossidou; D. M. Broom (November 2012). “Animal Welfare in Different Human Cultures, Traditions and Religious Faiths”. 《Asian-Australasian Journal of Animal Sciences》 25 (11): 1499–506. doi:10.5713/ajas.2012.r.02. PMC 4093044. PMID 25049508.
3. ↑  “Why animal sacrifice”. 《Assam Times》 (영어). 2007년 10월 30일. 2022년 3월 28일에 확인함.
4. ↑  G. Ralph Strohl (2016년 2월 21일). “Jainism”. 2016년 4월 24일에 확인함.
5. ↑  Yutang Lin. “The Buddhist Practice of Releasing Lives to Freedom”. 2016년 4월 24일에 확인함.
6. ↑  “Vegetarianism in India”. 2012년 8월 5일에 원본 문서에서 보존된 문서. 2016년 4월 24일에 확인함.
7. ↑  Pratik Chakrabarti (2010년 6월 1일). “Beasts of Burden: Animals and Laboratory Research in Colonial India”. 《History of Science》 48 (2): 125–152. Bibcode:2010HisSc..48..125C. doi:10.1177/007327531004800201. PMC 2997667. PMID 20582325.
8. ↑  John Davis (2011년 3월 16일). “Gandhi – and the Launching of Veganism”. 2016년 4월 26일에 확인함.
9. ↑  Parliament of India (1982). “The Prevention of Cruelty to Animals Act, 1960, as amended by Central Act 26 of 1982” (PDF). 2016년 4월 24일에 확인함.
10. ↑  “Central Laws”. 2016년 4월 24일에 확인함.
11. ↑  “India Legislation & Animal Welfare Oversight”. 2016년 1월 25일. 2016년 4월 26일에 확인함.
12. ↑  Melissa Cronin (2014년 10월 14일). “This is the First Country in the World to Ban all Cosmetics Tested on Animals”. 2015년 9월 24일에 원본 문서에서 보존된 문서. 2016년 4월 24일에 확인함.
13. ↑  “India more progressive than US on animal welfare policies”. 2013년 7월 22일. 2016년 4월 24일에 확인함.
14. 1 2  “Republic of India” (PDF). 2016년 4월 24일에 확인함.
15. ↑  “THE PREVENTION OF CRUELTY TO ANIMALS ACT, 1960. As amended by Central Act 26 of 1982.” (PDF). 2014년 4월 1일에 원본 문서 (PDF)에서 보존된 문서. 2017년 2월 14일에 확인함.
16. 1 2  “Cruelty against stray animals on the rise in India amid lack of effective laws”. 《South China Morning Post》 (영어). 2016년 6월 17일. 2020년 3월 22일에 확인함.
17. ↑  “Prevention of Cruelty to Animals (Slaughter House) Rules, 2001” (PDF). Government of India. 2001년 3월 26일. 2020년 2월 26일에 확인함.
18. 1 2 3  인도 식품안전기준청 (2011년 8월 1일). “식품안전기준 (식품업체 허가 및 등록 규정), 2011” (PDF). 《ko》. ko. 2020년 2월 28일에 확인함.
19. 1 2 3  Kounteya Sinha, Amit Bhattacharya and Anuradha Varma (2012년 3월 27일). “Science of meat”. 《The Times of India》. 2020년 2월 27일에 확인함.
20. ↑  Souvik Dey (2019년 1월 12일). “Halal versus Jhatka: A scientific review”. 《Pragyata》. 2020년 2월 27일에 확인함.
21. ↑  Prashant Jha (2020년 2월 27일). “Uttarakhand: PIL seeks ban on entry of animals for slaughter”. 《The Times of India》. 2020년 2월 27일에 확인함.
22. ↑  “Chicken on your plate led short, but a life full of brutalities”. 《Hindustan Times》 (영어). 2017년 9월 14일. 2020년 3월 22일에 확인함.
23. ↑  “Dog meat, a delicacy in Mizoram”. 《en》 (Chennai, India). 2004년 12월 20일. 2007년 9월 30일에 원본 문서에서 보존된 문서. 2011년 12월 13일에 확인함.
24. ↑  “Tribal Naga Dog meat delicacy”. 2012년 1월 6일에 원본 문서에서 보존된 문서. 2012년 1월 29일에 확인함.
25. ↑  “Manipur – a slice of Switzerland in India”. 《en》 (Chennai, India). 2012년 7월 19일. 2013년 1월 3일에 원본 문서에서 보존된 문서. 2012년 8월 25일에 확인함.
26. ↑  “Nagaland in process of banning dog meat”. 《The Times of India》 (영어). 2016년 7월 11일. 2020년 3월 22일에 확인함.
27. ↑  “From the heart to the plate. Debates about dog meat in Dimapur”. 《www.iias.asia》 (영어). 2020년 3월 22일에 확인함.
28. ↑  “India's brutal dog meat trade exposed as Humane Society International launches campaign to end "Nagaland Nightmare"”. 《Humane Society International》 (미국 영어). 2016년 7월 13일. 2020년 3월 22일에 확인함.
29. ↑  “Graphic: Mapping cow slaughter in Indian states”. 《Hindustan Times》. 2015년 10월 7일. 2020년 2월 26일에 확인함.
30. ↑  Shoaib Daniyal (2015년 3월 3일). “Maharashtra's beef ban shows how politicians manipulate Hindu sentiments around cow slaughter”. 《Scroll.in》. 2020년 2월 26일에 확인함.
31. ↑  “Statistics: Dairy cows” (PDF). 2016년 4월 25일에 확인함.
32. 1 2  “USDA International Egg and Poultry: Poultry in India”. 2013년 12월 1일. 2016년 8월 22일에 원본 문서에서 보존된 문서. 2016년 4월 25일에 확인함.
33. ↑  

유엔 식량 농업 기구(FAO)가 2007년에 발표한 보고서에 따르면 인도의 육류 소비율은 모든 나라 중에서 가장 낮았다. 인도인의 약 1/3이 채식주의자(세계에서 가장 높은 채식주의 비율)이다. 하지만 비건은 거의 없다.</ref name="flock">Elizabeth Flock (2009년 9월 26일). “Being Vegan in India”. 2016년 5월 4일에 원본 문서에서 보존된 문서. 2016년 4월 25일에 확인함.
34. ↑  “India's growing appetite for meat challenges traditional values”. 《en》. 2013년 2월 5일. 2016년 4월 25일에 확인함.
35. ↑  “Fur and Fur Articles in India”. October 2013. 2016년 4월 25일에 확인함.
36. ↑  “Govt bans import of fox fur, crocodile skin”. 《en》. 2017년 1월 6일. 2018년 3월 2일에 확인함.
37. ↑  Ambika Hiranandani; Roland M. McCall; Salman Shaheen (2010년 7월 1일). “How India's holy cash cow”. 2016년 4월 26일에 확인함.
38. ↑  ONICRA Credit Rating Agency of India (April 2014). “Emerging Trends: Indian Leather Industry” (PDF). 2016년 1월 9일에 원본 문서 (PDF)에서 보존된 문서. 2016년 4월 26일에 확인함.
39. ↑  Animal Defenders International; National Anti-Vivisection Society (2003). “Animal Experimentation in India” (PDF). 2016년 4월 26일에 확인함.
40. ↑  “'No substitute for Qurbani': Darul Uloom Deoband insists on animal sacrifice on Bakrid”. 《The New Indian Express》. 2022년 3월 28일에 확인함.
41. ↑  “PETA Wants to Stop the Sacrifice of Goats Ahead of Bakra Eid 2020”. 《News18》 (영어). 2020년 7월 1일. 2022년 3월 28일에 확인함.
42. ↑  “Jallikattu Row: Matter could still go to Supreme Court and we could get adverse decision, says Salman Khurshid”. 《The Financial Express》 (미국 영어). 2017년 1월 21일. 2017년 1월 21일에 확인함.
43. ↑  Pullanoor, Harish. “Indians can be both unbearably cruel and incredibly kind towards stray dogs”. 《Quartz India》 (영어). 2020년 3월 22일에 확인함.